# Distrito de Villach

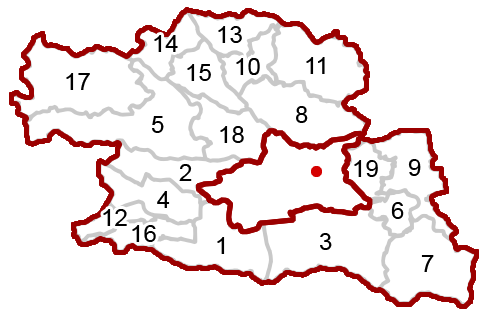
Plano de localización de los municipios de Villach-Land

El distrito de Villach-Land es un distrito político del estado de Carintia (Austria). Tiene una población estimada, a inicios de 2022, de 65 285 habitantes.
La capital del distrito es la ciudad de Villach-Land.

## División administrativa

### Localidades con población (año 2018)
- Villach 61 879
- Afritz am See 1429
- Arnoldstein 7096
- Arriach 1349
- Bad Bleiberg 2283
- Feistritz an der Gail 627
- Feld am See 1094
- Ferndorf 2156
- Finkenstein am Faaker See 9003
- Fresach 1207
- Hohenthurn 851
- Nötsch im Gailtal 2233
- Paternion 5819
- Rosegg 1832
- St. Jakob im Rosental 4245
- Stockenboi 1604
- Treffen am Ossiacher See4455
- Velden am Wörther See 8954
- Weißenstein 2961
- Wernberg 5547

### Municipios
En negrita se indican las ciudades, en cursiva las ciudades-mercado, y barrios, aldeas y otras subdivisiones de los municipios se indican con letras pequeñas.
- Arnoldstein (en esloveno: Podklošter) (1)
  - Agoritschach, Arnoldstein, Erlendorf, Gailitz, Greuth, Hart, Hart, Krainberg, Krainegg, Lind, Maglern, Neuhaus an der Gail, Oberthörl, Pessendellach, Pöckau, Radendorf, Riegersdorf, Seltschach, St. Leonhard bei Siebenbrünn, Thörl-Maglern-Greuth, Tschau, Unterthörl
- Bad Bleiberg (en esloveno: Plejberk pri Beljaku) (2)
  - Bad Bleiberg, Bleiberg-Kreuth, Bleiberg-Nötsch, Bleiberg-Nötsch, Hüttendorf, Kadutschen
- Finkenstein am Faaker See (en esloveno: Bekštanj) (3)
  - Altfinkenstein, Faak am See, Finkenstein, Fürnitz, Gödersdorf, Goritschach, Höfling, Kopein, Korpitsch, Latschach, Ledenitzen, Mallenitzen, Müllnern, Neumüllnern, Oberaichwald, Oberferlach, Outschena, Petschnitzen, Pogöriach, Ratnitz, Sigmontitsch, St. Job, Stobitzen, Susalitsch, Techanting, Unteraichwald, Unterferlach, Untergreuth
- Nötsch im Gailtal (en esloveno: Čajna) (4)
  - Bach, Dellach, Emmersdorf, Förk, Glabatschach, Hermsberg, Kerschdorf, Kreublach, Kühweg, Labientschach, Michelhofen, Nötsch, Poglantschach, Saak, Semering, St. Georgen im Gailtal, Wertschach
- Paternion (en esloveno: Špaterjan) (5)
  - Aifersdorf, Boden, Duel, Ebenwald, Feffernitz, Feistritz an der Drau, Feistritz an der Drau-Neusiedlung, Kamering, Kamering, Kreuzen, Mühlboden, Neu-Feffernitz, Nikelsdorf, Patendorf, Paternion, Pobersach, Pogöriach, Pöllan, Rubland, Tragail, Tragin
- Rosegg (en esloveno: Rožek) (6)
  - Berg, Bergl, Buchheim, Dolintschach, Drau, Duel, Emmersdorf, Frög, Frojach, Kleinberg, Obergoritschach, Pirk, Raun, Rosegg, St. Johann, St. Lambrecht, St. Martin, Untergoritschach
- Sankt Jakob im Rosental (en esloveno: Šentjakob v Rožu) (7)
  - Dragositschach, Dreilach, Feistritz, Fresnach, Frießnitz, Gorintschach, Greuth, Kanin, Längdorf, Lessach, Maria Elend, Mühlbach, Rosenbach, Schlatten, Srajach, St. Jakob im Rosental, St. Oswald, St. Peter, Tallach, Tösching, Winkl
- Treffen (en esloveno: Trebinje) (8)
  - Annenheim, Äußere Einöde, Buchholz, Deutschberg, Eichholz, Görtschach, Innere Einöde, Kanzelhöhe, Köttwein, Kras, Lötschenberg, Niederdorf, Oberdorf, Ossiachberg, Pölling, Retzen, Sattendorf, Schloss Treffen, Seespitz, Stöcklweingarten, Töbring, Treffen, Tschlein, Verditz, Winklern
- Velden am Wörther See (en esloveno: Vrba) (9)
  - Aich, Augsdorf, Bach, Dieschitz, Dröschitz, Duel, Fahrendorf, Göriach, Kantnig, Kerschdorf, Köstenberg, Kranzlhofen, Latschach, Lind ob Velden, Oberdorf, Oberjeserz, Oberwinklern, Pulpitsch, Rajach, Saisserach, Selpritsch, Sonnental, St. Egyden, Sternberg, Treffen, Unterjeserz, Unterwinklern, Velden am Wörther See, Weinzierl, Wurzen
- Afritz am See (en esloveno: Zobrce) (10)
  - Afritz, Berg ob Afritz, Gassen, Kraa, Lierzberg, Möderboden, Scherzboden, Tassach, Tauchenberg, Tobitsch
- Arriach(en esloveno: Arjoh)  (11)
  - Arriach, Berg ob Arriach, Dreihofen, Hinterbuchholz, Hinterwinkl, Hundsdorf, Innerteuchen, Laastadt, Oberwöllan, Sauboden, Sauerwald, Stadt, Unterwöllan, Vorderwinkl, Waldweg
- Feistritz an der Gail (en esloveno: Bistrica na Zilji) (12)
- Feld am See(en esloveno: Obernšec)  (13)
  - Erlach, Feld am See, Feldpannalpe, Klamberg, Rauth, Schattseite, Untersee, Wiesen
- Ferndorf(en esloveno: Perja vas) (14)
  - Beinten, Döbriach, Ferndorf, Glanz, Gschriet, Insberg, Lang, Politzen, Rudersdorf, Sonnwiesen, St. Jakob, St. Paul
- Fresach (en esloveno: Brežnje) (15)
  - Amberg, Fresach, Laas, Mitterberg, Mooswald, Tragenwinkel
- Hohenthurn (en esloveno: Straja vas) (16)
  - Achomitz, Draschitz, Dreulach, Göriach, Hohenthurn, Stossau
- Stockenboi(en esloveno: Štokboj) (17)
  - Aichach, Alberden, Drußnitz, Gassen, Hammergraben, Hochegg, Hollernach, Liesing, Mauthbrücken, Mösel, Ried, Rosental, Scharnitzen, Seetal am Goldeck, Stockenboi, Tragail, Unteralm, Weißenbach, Wiederschwing, Ziebl, Zlan
- Weißenstein (en esloveno: Bilšak) (18)
  - Gummern, Kellerberg, Lansach, Lauen, Puch, Stadelbach, Stuben, Töplitsch, Tscheuritsch, Uggowitz, Weißenbach, Weißenstein
- Wernberg (en esloveno: Vernberg) (19)
  - Damtschach, Dragnitz, Duel, Föderlach I, Föderlach II, Goritschach, Gottestal, Kaltschach, Kantnig, Kletschach, Krottendorf, Lichtpold, Neudorf, Neudorf, Ragain, Sand, Schleben, Stallhofen, Sternberg, Terlach, Trabenig, Umberg, Wernberg, Wudmath, Zettin

(Los números entre paréntesis permiten localizar los municipios en el plano de la derecha.)